# Xfce
Xfce ist eine modular aufgebaute, freie Desktop-Umgebung für Unix und unixartige Betriebssysteme.
Sie ist als freie Software unter GPL, LGPL und 2-Klausel-BSD-Lizenz veröffentlicht.
Xfce basiert wie Gnome, LXDE und ROX auf dem GUI-Toolkit GTK, unterstützt derzeit über 40 Sprachen und kann mittels Themes im Aussehen angepasst werden. Da Xfce 4 zu den Standards von freedesktop.org konform ist, kann es auch mit Gnome- und KDE-Programmen umgehen – und umgekehrt.

## Name
Der Name Xfce stand ursprünglich für XForms Common Environment („Allgemeine XForms-Umgebung“), da Xfce anfangs auf dem GUI-Toolkit XForms basierte.
Da neuere Versionen von Xfce nicht mehr auf XForms aufbauen, hat der Name keine tiefere Bedeutung mehr. Er wird buchstabiert gesprochen, auch englisch als [ɛks ɛf siː iː].

## Geschichte
Die Entwicklung von Xfce als Panel für FVWM wurde 1996 von Olivier Fourdan begonnen.
Anfangs basierte Xfce auf dem GUI-Toolkit XForms.
Mit der 1997 erschienenen Version 2.0 wurde erstmals der eigens für Xfce entwickelte Fenstermanager xfwm mitgeliefert.
1999 erschien mit Version 3 dann eine unter der Verwendung von GTK neu geschriebene Version. Bis zu dieser Version lehnte sich Xfce an das Common Desktop Environment (CDE) an, das mit vielen kommerziellen Unix-Betriebssystemen ausgeliefert wurde.
Version 4.0 ist auf den September 2003 datiert, wobei fast die gesamte Architektur von Xfce geändert wurde. Dabei wurde die optische Erscheinung verbessert und die Modularität erhöht. Seit dieser Version steht auch ein Framework zur Entwicklung neuer Xfce-Applikationen zur Verfügung.
Mit der nach zweijähriger Entwicklung am 21. Januar 2007 vorgestellten Version 4.4 von Xfce hielt die Unterstützung der neuen Composite-Funktionen von X.Org, wie Schatten und echte Transparenz, Einzug (wobei schon Version 4.2 diese teilweise unterstützte). Neu ist ebenfalls die Unterstützung von Icons auf dem Desktop und der auf Leafpad basierende Texteditor Mousepad. Der bisherige Dateimanager xffm wurde durch Thunar ersetzt.
Version 4.6 wurde am 27. Februar 2009 veröffentlicht. Diese brachte als Neuerung z. B. mit Xfconf ein auf D-Bus aufbauendes Konfigurationssystem.
Version 4.8 wurde am 16. Januar 2011 nach zwei Jahren Entwicklungsarbeit freigegeben. Es wurde stark an aktuelle Desktop-Frameworks angepasst, so dass ThunarVFS und HAL durch konsequenten Einsatz von GIO, udev, ConsoleKit und PolicyKit nicht mehr benötigt werden. Der Dateimanager Thunar unterstützt zudem nun nativen Zugriff auf SFTP-, SMB- und FTP-Freigaben. Dazu kommt eine Reihe von anderen kleineren Neuerungen.
Version 4.10 wurde am 28. April 2012 freigegeben. Mit dieser Version können Fenster gekachelt werden und Anwendungen oder Dateien auf dem Desktop mit nur einem Mausklick geöffnet werden. Die Leiste kann nun vertikal angezeigt werden und der Schreibtisch Thumbnails anzeigen. Ein neuer MIME-Typen-Editor erleichtert die Zuordnung von Anwendungen zum Öffnen von Dateien und der Einstellungseditor wurde ausgebaut. Eine weitere Änderung ist, dass der Anwendungsfinder komplett neu geschrieben wurde, wodurch die Pakete xfce4-appfinder und xfrun4 mit ihren Funktionalitäten vereint wurden.
Version 4.12 wurde am 28. Februar 2015 nach zwei Jahren und zehn Monaten Entwicklung freigegeben. Mit dieser Version wurde der Wechsel zu GTK+ 3 vorangebracht. Der Fenstermanager ist jetzt anpassbar und die Tiling- und Snapfunktion wurde verbessert. Ab Version 4.12 versteckt sich das Panel, wenn ein Fenster an es herangezogen wird. Eine Überarbeitung fand auch bei der Unterstützung mehrerer Monitore statt, für jeden Desktop kann zusätzlich ein eigenes Theme genutzt werden. Thunar unterstützt nun mehrere Tabs, individuelle Shortcuts und eine graphische Anzeige des freien Speichers durch einen Balken. Ab Version 4.12 wird von der Energieverwaltung auch logind und UPower unterstützt. Version 4.14 wurde am 12. August 2019 veröffentlicht und basiert auf GTK+ 3. Version 4.16 wurde am 22. Dezember 2020 veröffentlicht. Version 4.18 wurde am 15. Dezember 2022 veröffentlicht. Seitdem gab es keine neue Version des Gesamtsystems, aber neue Versionen der einzelnen Bestandteile (xfce4-panel, xfce4-terminal, xfce4-taskmanager, ..) erscheinen regelmäßig.

## Komponenten

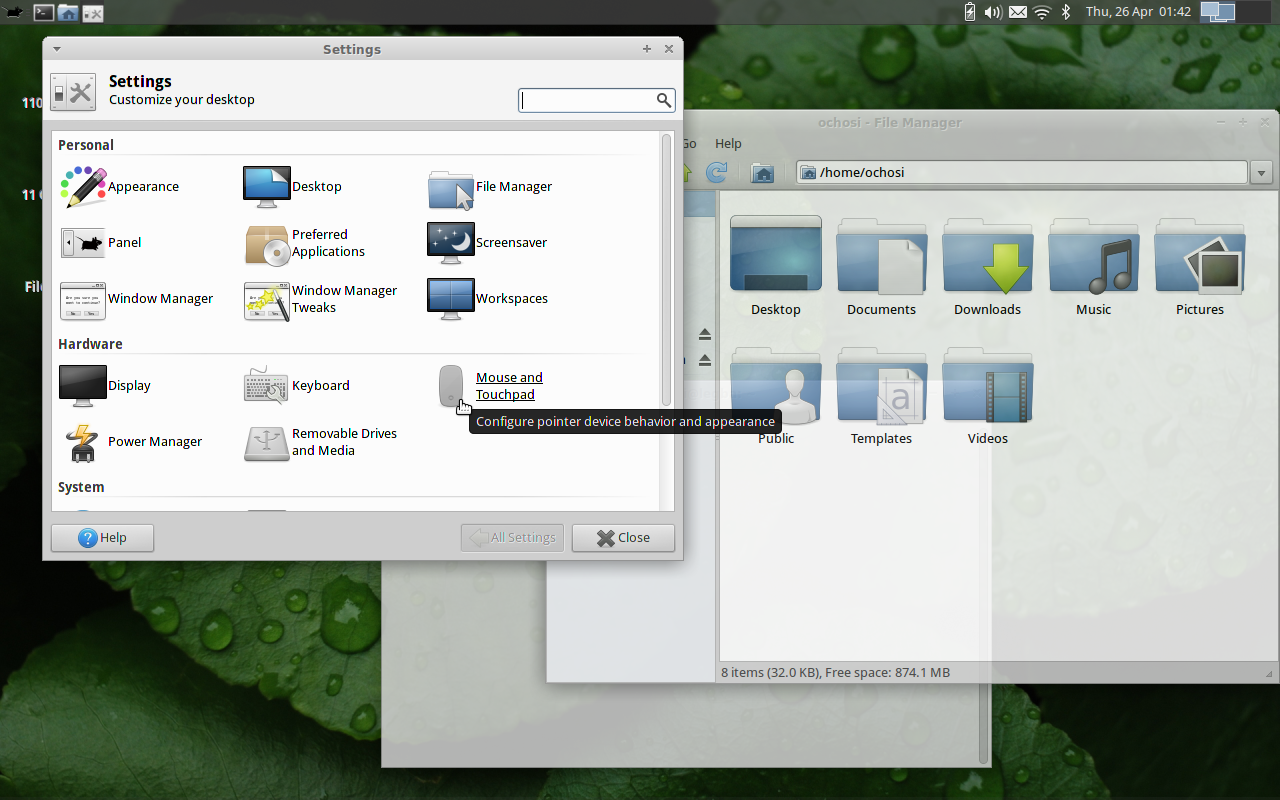
Xfce-4.10-Desktop

Zuzüglich der Kernkomponenten (Sitzungsverwaltung, Programmleiste usw.) gehören zum Xfce-Projekt noch die folgenden Programme:
- Anwendungsfinder: Ermöglicht es, Anwendungen zu suchen und auszuführen, und stellt Informationen über installierte Programme bereit.
- Mixer: Ein Lautstärkeregler für das Benachrichtigungsfeld (Systray) in der Programmleiste (Panel)
- Mousepad: Ein auf Leafpad basierender Texteditor
- Orage: Ein einfacher Kalender mit Erinnerungsfunktion, der das iCalendar-Format nutzt
- Ristretto: Ein einfacher und schneller Bildbetrachter
- Terminal: Ein auf die Xfce-Arbeitsumgebung abgestimmter Terminalemulation
- Thunar: Ein schlanker und schneller Dateimanager, der mit Plug-ins erweitert werden kann
- Xfburn: Ein CD- und DVD-Brennprogramm auf Basis des libburnia-Projektes
- xfce4-screensaver: Bildschirmschoner
- catfish: Datei-/Desktopsuche[11][12]

Hinzu kommen noch die folgenden Community-Anwendungen aus Xfce Goodies:
- Eatmonkey: Ein Frontend für aria2 (Download-Manager)
- Gigolo: Ein auf GIO basierender Betrachter für entfernte Netzwerke
- Parole: Ein Multimediaplayer auf Basis von GStreamer
- Taskmanager: Eine Prozessverwaltung/Aktivitätsanzeige
- Xfbib: Ein schlanker BibTeX-Editor
- xfce4-clipman: Ein Zwischenablage-Manager

Außerdem mehrere Plugins zur Erweiterung der obigen Komponenten.

## Distributionen mit Xfce
In den meisten Linux-Distributionen und BSD-Derivaten kann Xfce nachinstalliert werden oder bereits bei der Installation ausgewählt werden. Bei den folgenden Distributionen ist es die Standard-Umgebung oder wird bei der Installation als Option angeboten:
- aptosid[13]
- Arch Linux[14]
- Debian (businesscard, netinst und DVD)[15]
- Devuan[16]
- EndeavourOS
- GhostBSD (Community Image)[17]
- GuixSD[18]
- Dragora
- dyne:bolic
- Fedora (Xfce Spin)[19]
- GalliumOS[20]
- Gentoo Linux[21]
- Kali Linux
- Linux Mint (XFCE Community Edition und Linux Mint Debian Edition (LMDE))[22]
- Mageia
- Manjaro[23]
- MX Linux[24]
- Mythbuntu[25]
- NuTyX
- openSUSE (Xfce Live CD)[26]
- Parabola GNU/Linux-libre
- Pardus[27]
- Siduction (XFCE Live CD & Desktop)[28]
- Slackware
- SystemRescueCd
- Void
- Xubuntu[29]
- Yellow Dog Linux
- Zenwalk Linux (Standard Edition, Live Edition)[30]
- Zorin OS (Light-Version mit XFCE geeignet für Systeme mit geringem Arbeitsspeicher)[31]

Andere Linux-Distributionen, die Xfce unterstützt haben, wurden inzwischen eingestellt, so etwa Dreamlinux (2012) bzw. Foresight Linux (2015).